# Citharoides macrolepis
Citharoides macrolepis är en fiskart som först beskrevs av Gilchrist, 1904.  Citharoides macrolepis ingår i släktet Citharoides och familjen Citharidae. Inga underarter finns listade i Catalogue of Life.